# Persone di cognome Lee/Cestisti
| Questa pagina contiene informazioni ricavate automaticamente dalle voci biografiche con l'ausilio del template Bio e di un bot. L'aggiornamento è periodico e automatico e ricostruisce completamente la pagina. Se manca una persona in questa lista, sei pregato di non aggiungerla, ma accertati piuttosto che la sua voce biografica contenga il template Bio e che i dati anagrafici siano correttamente compilati. Se il template Bio manca, inseriscilo tu stesso o, in alternativa, metti l'avviso {{tmp\|Bio}} che ne segnala la mancanza. Se i dati riportati sono sbagliati, correggi direttamente la voce biografica; le modifiche saranno visibili in questa lista entro pochi giorni. Per chiarimenti vedi il progetto biografie. La lista contiene solo le 51 persone che sono citate nell'enciclopedia e per le quali è stato implementato correttamente il template Bio. Pagina aggiornata al 4 apr 2024. |

Questa è una lista di persone presenti nell'enciclopedia che hanno il cognome Lee e sono cestisti.

## L(51)
- Butch Lee, ex cestista e allenatore di pallacanestro portoricano (Santurce, n. 1956)
- Arthur Lee, ex cestista statunitense (Los Angeles, n. 1977)
- Lee Byeong-gu, ex cestista sudcoreano (Seul, n. 1942)
- Lee Byeong-guk, ex cestista e allenatore di pallacanestro sudcoreano (n. 1947)
- Carmelo Lee, ex cestista statunitense (Atlanta, n. 1977)
- Lee Chak Men, cestista singaporiano (n. 1922)
- Lee Chung-hui, ex cestista e allenatore di pallacanestro sudcoreano (n. 1959)
- Clyde Lee, ex cestista statunitense (Nashville, n. 1944)
- Courtney Lee, ex cestista statunitense (Indianapolis, n. 1985)
- Lee Dae-seong, cestista sudcoreano (Sacheon, n. 1990)
- Damion Lee, cestista statunitense (Baltimora, n. 1992)
- David Lee, ex cestista statunitense (Modesto, n. 1942)
- David Lee, ex cestista statunitense (St. Louis, n. 1983)
- Doug Lee, ex cestista statunitense (Washington, n. 1964)
- Lee Eon-ju, ex cestista sudcoreana (Sacheon, n. 1977)
- Lee Eun-yeong, ex cestista sudcoreana (Seul, n. 1976)
- Lee Gang-hui, ex cestista sudcoreana (Seul, n. 1969)
- George Lee, ex cestista e allenatore di pallacanestro statunitense (Highland Park, n. 1936)
- Lee Geum-jin, ex cestista sudcoreana (n. 1965)
- Greg Lee, cestista statunitense (Los Angeles, n. 1951 - San Diego, † 2022)
- Lee Gyeong-eun, cestista sudcoreana (Seul, n. 1987)
- Lee Hyeong-suk, ex cestista sudcoreana (n. 1964)
- Lee In-pyo, ex cestista e allenatore di pallacanestro sudcoreano (Seul, n. 1943)
- James Lee, ex cestista statunitense (Lexington, n. 1956)
- Lee Jeong-hyeon, cestista sudcoreano (Gwangju, n. 1987)
- Lee Jong-ae, ex cestista sudcoreana (Incheon, n. 1975)
- Lee Jong-hyeon, cestista sudcoreano (Seul, n. 1994)
- Keith Lee, ex cestista e allenatore di pallacanestro statunitense (West Memphis, n. 1962)
- Emilio Lee, ex cestista filippino (n. 1936)
- Kurk Lee, ex cestista statunitense (Baltimora, n. 1967)
- Malcolm Lee, cestista statunitense (Riverside, n. 1990)
- Marcus Lee, cestista statunitense (San Francisco, n. 1994)
- Lee Mi-ja, ex cestista sudcoreana (n. 1963)
- Lee Mi-seon, ex cestista sudcoreana (Gwangju, n. 1979)
- Michael Lee, cestista statunitense (Tallahassee, n. 1986)
- Lee Min-hyeon, ex cestista sudcoreano (n. 1965)
- Lee Mun-gyu, ex cestista e allenatore di pallacanestro sudcoreano (n. 1956)
- Lee Nan-hui, cestista taiwanese († 2019)
- Lee Ok-ja, ex cestista sudcoreana (Seul, n. 1952)
- Paris Lee, cestista statunitense (Maywood, n. 1995)
- Rock Lee, ex cestista statunitense (La Jolla, n. 1955)
- Ron Lee, ex cestista statunitense (Boston, n. 1952)
- Russ Lee, ex cestista statunitense (Boston, n. 1950)
- Saben Lee, cestista statunitense (Phoenix, n. 1999)
- Lee Sang-min, ex cestista e allenatore di pallacanestro sudcoreano (Seul, n. 1972)
- Lee Seong-gu, cestista, allenatore di pallacanestro e dirigente sportivo sudcoreano (Cheonan, n. 1911 - Seul, † 2002)
- Lee Seung-a, ex cestista sudcoreana (Incheon, n. 1992)
- Lee Seung-hyeon, cestista sudcoreano (Gumi, n. 1992)
- Lee Won-u, cestista sudcoreano (n. 1958 - Seul, † 2004)
- Lee Woo-suk, cestista sudcoreano (n. 1999)
- Lee Yu-jin, ex cestista sudcoreana (Seul, n. 1971)